# Gerichtsbezirk Stein
Der Gerichtsbezirk Stein (slowenisch: sodni okraj Kamnik) war ein dem Bezirksgericht Stein unterstehender Gerichtsbezirk im Kronland Krain. Er umfasste Teile des politischen Bezirk Stein (Kamnik) und wurde 1919 dem Staat Jugoslawien zugeschlagen. Der Gerichtsbezirk Stein umfasste 1910 die viertgrößte Einwohnerzahl und die neuntgrößte Fläche aller Gerichtsbezirke der Krain auf.

## Geschichte
Der Gerichtsbezirk Stein entstand infolge eines Ministervortrags vom 6. August 1849, in dem die Grundzüge der Gerichtseinteilung festgelegt wurden. Nachdem im Dezember 1849 die Gebietseinteilung der Gerichtsbezirke sowie die Zuweisung der Gerichtsbezirke zu den neu errichteten Bezirkshauptmannschaften durch die „politische Organisierungs-Commission“ festgelegt worden war, nahmen die Bezirksgerichte der Krain per 1. Juni 1850 ihre Tätigkeit auf. Dem Bezirksgericht Stein wurden durch die Landeseinteilung der Krain im März 1850 die 54 Katastralgemeinden Bistričica (Wistertschitza), Bukovca (Wukouza), Černa (Tscherna), Depala Vas (Depelsdorf), Dobrava (Bobrawa), Domžale (Domschale), Dragomel (Fragomel), Godič (Goditsch), Gojzd (Goisd), Homec (Hometz), Hribe (Hribe), Hruševk (Hruschouka), Jarše (Jarsche), Kamnik (Stein), Kapla Vas (Kaplawass), Klanc (Klanz), Koziše (Koschische), Križ (Kreuz), Lahovče (Lachowitsch), Loka (Laake), Loke (Laake), Mekine (Münkendorf), Mengeš (Mannsburg), Mlaka (Mlaka), Moste (Moste), Motnik (Mötting), Nazovče (Nasowitsch), Nevlje (Neul), Palovče (Palowitsch), Podhruško (Podhruschko), Podorje (Podgiert), Polje (Pole), Radomlje (Radomle), Repnje (Repne), Šinkov Turn (Schenkenthurn), Škaručna (Skarutschna), Šmarca (Schmarza), Šmartin (St. Martin), Špitalič (Neuthal), Stop (Stop), Stranje (Streine), Studa (Studa), Suhadole (Suchadole), Terzin (Tersain), Tučna (Tutschna), Tujnce (Theinitz), Vesca (Wesze), Vodice (Woditz), Volčji Potok (Wolfsbach), Vranšica (Uranschitz), Zalog (Saloch), Zgornji Tuhin (Obertuchein), Znojile (Snoile) und Županje Njive (Supaineniwe) zugewiesen. Zusammen mit den Gerichtsbezirken Neumarktl (Tržič) und Stein (Kamnik) bildete der Gerichtsbezirk Stein den Bezirk Stein.
| Jahr | Fläche (km²) | Ein- wohner | Slowenisch- sprachige | Deutsch- sprachige |
| ---- | ------------ | ----------- | --------------------- | ------------------ |
| 1880 |              | 22.759      | 22.117                | 232                |
| 1890 |              | 23.438      | 23.066                | 299                |
| 1900 | 372,82       | 23.996      | 23.627                | 298                |
| 1910 | 372,85       | 24.014      | 23.478                | 435                |

Der Gerichtsbezirk wies 1880 eine anwesende Bevölkerung von 22.759 Personen auf, wobei 22.117 Menschen Slowenisch und 232 Menschen Deutsch als Umgangssprache angaben. 1910 wurden für den Gerichtsbezirk 24.014 Personen ausgewiesen, von denen 23.478 Slowenisch (97,8 %) und 435 Deutsch (1,8 %) sprachen. Rund 71 % der Deutschsprachigen lebten dabei in der Gemeinde Domschale, wo sie 15 % der Bevölkerung stellten.
Durch die Grenzbestimmungen des am 10. September 1919 abgeschlossenen Vertrages von Saint-Germain wurde der Gerichtsbezirk Stein zur Gänze dem Königreich Jugoslawien zugeschlagen.

## Gerichtssprengel
Der Gerichtssprengel Stein umfasste infolge der Zusammenfassung der Katastralgemeinden zu Gemeinden 1910 die 39 Gemeinden Bistričica (Wistertschitza), Depala Vas (Depelsdorf), Domžale (Domschale), Dragomelj (Fragomel), Gojzd (Goisd), Homec (Hometz), Hruševka (Hruschouka), Jarše (Jarsche), Kamnik (Stein),  Kapla Vas (Kaplawass), Klanec (Klanz), Križ (Kreuz), Loka pri Mengšu (Laak bei Maansburg), Loke (Laake), Lahoviče (Lachowitsch), Mengeš (Mannsburg), Mlaka (Mlaka), Motnik (Mötting), Moste (Moste), Mekine (Münkendorf), Nasoviče (Nassowitsch), Nevlje (Neul), Paloviče (Palowitsch), Podgorje (Podgier), Podhruško (Podhruschko), Radomlje (Radomle), Rašica (Uranschitz), Šmarca (Schmarza), Šmartno (St. Martin), Špitalič (Neuthal), Stranje (Streine), Suhadole (Suchadole), Trzin (Tersain), Tunjice (Theinitz), Vodice (Woditz), Volčji Potok (Wolfsbach), Zalog (Saloch), Zgornji Tuhin (Obertuchein), und Županje Njive (Supaineniwe).